# Juncus curtisiae
Juncus curtisiae är en tågväxtart som beskrevs av Lawrence Alexander Sidney Johnson. Juncus curtisiae ingår i släktet tåg, och familjen tågväxter. Inga underarter finns listade i Catalogue of Life.